# Октябрьский (Лысогорский район)
Октябрьский — посёлок в Лысогорском районе Саратовской области России. Административный центр Октябрьского муниципального образования. Основан в 1929 году.

## География
Посёлок находится на расстоянии примерно 16 км (по прямой) к востоку от рабочего посёлка Лысые Горы, административного центра района.

### Часовой пояс
Посёлок Октябрьский, как и вся Саратовская область, находится в часовой зоне МСК+1. Смещение применяемого времени относительно UTC составляет +4:00.

## Население
| 2002 | 2010 |
| ---- | ---- |
| 744  | ↘703 |

### Национальный состав
Согласно результатам переписи 2002 года, в национальной структуре населения русские составляли 87 % из 744 чел.